# Лондонский договор (1839)
Лондонский договор, также известный как Первый Лондонский договор или Конвенция 1839 года — договор, подписанный в Лондоне 19 апреля 1839 года представителями Великобритании, Австрии, Франции, Пруссии, России и королевства Объединённые Нидерланды. В соответствии с этим договором европейские державы признавали и гарантировали независимость и нейтральный статус Бельгии, а также подтвердили независимость Люксембурга. Широкую известность в годы Первой мировой войны получила уничижительная оценка этого соглашения германского канцлера фон Бетман-Гольвега в беседе с английским послом летом 1914 г., называвшего Лондонский договор «клочком бумаги» в ответ на требование прекратить нарушение нейтралитета Бельгии или это послужит поводом для объявления войны со стороны Англии. Ответом со стороны английского посла  на слова германского канцлера были слова, что "на этой бумаге стоит подпись Англии". Это послужило поводом для вступления в войну Великобритании и в значительной мере изменило весь ход войны. Также вопиющее нарушение международных обязательств со стороны Германии использовалось в антигерманской пропаганде стран Антанты.

## Территориальные последствия
С 1815 года Бельгия была частью королевства Объединённые Нидерланды. В соответствии с договором из южных провинций этого королевства было образовано Королевство Бельгия, а провинция Лимбург была разделена на бельгийскую и нидерландскую части.
То же самое случилось с Великим герцогством Люксембург, на двух третях территории которого была образована бельгийская провинция Люксембург. Само Великое герцогство осталось в личной унии с Нидерландами.
Зеландская Фландрия была отделена от Бельгии и вошла в состав нидерландской провинции Зеландия, так как голландцы не желали, чтобы бельгийцы могли контролировать устье Шельды; взамен им пришлось гарантировать свободную навигацию по Шельде до Антверпена.